# الإسلام في جزر كايمان
الإسلام في جزر كايمان هو دين أقلية.

## التاريخ
يعيش المسلمون في الجزر منذ أوائل الثمانينات. وكانت الجمعة تُؤدّى في إحدى شقق المسلمين. ومع ذلك، سرعان ما تم إيقافها عندما انتقل المسلم إلى الخارج. عام 1992 استؤنفت الصلاة في بيت مسلم آخر.

## المساجد
يوجد في جزر كايمان مسجد واحد.

## مسلمون بارزون
- أنور شودري، حاكم جزر كايمان (2018).